# Pheletes quercus
Pheletes quercus is een keversoort uit de familie kniptorren (Elateridae). De wetenschappelijke naam van de soort is voor het eerst geldig gepubliceerd in 1790 door A. G. Olivier.